# سنجاب پرنده هیگن
سنجاب پرنده هیگن (نام علمی: Petinomys hageni) نام یک گونه از سرده موش پروازی است.